# 藤森良文
藤森良文（日语： Fujimori Yoshifumi，1958年3月9日—），日本前男子田径运动员，专项为110米栏。他曾获得1982年亚洲运动会男子110米栏金牌和1979年、1981年亚洲田径锦标赛金牌。